# 升天號
《升天號》（英語：Ascension）是一部2014年由加拿大廣播公司電視與Syfy在美國與加拿大播出的一部科幻電視連續短劇，由菲利普·萊文斯和阿德里安·克魯茲執導，每集長度43分鐘，共有6集，目前僅拍攝第一季。

## 劇情
「升天號計畫」是一個1960年代由美國政府秘密進行的太空探索計畫，並在1963年時將巨型太空船「升天號」發射至外太空，船上搭載者600百名科研人員與志願者，他們的任務是在接下來的100年內探索宇宙，找到一個適合人類居住的星球，並延續人類的生存。經過半個世紀的航程後，第一批上船的乘客均已凋殞，船上人口始終控制在600人左右，乘客無法自由戀愛，必需由電腦抽籤進行婚配；船艙內也分為「上層甲板」與「下層甲板」兩個等級，居住在上層甲板的乘客都是有權有勢者，過著奢華的生活，下層甲板的乘客則從事粗重、骯髒的工作，並受到次等待遇。
升天號在經過51年的航行後，某天上層甲板的乘客蘿拉萊忽然被發現死在游泳池畔，雖然高層對外宣稱她是意外淹死以安撫其他乘客，但醫官卻在死者的屍體內發現子彈，使得整起事件陷入疑雲；因為當初升天號升空時，每位乘客均被規定不准攜槍枝進入船艙。因此，艦長下令副官艾倫秘密調查整起事件。同時，隨著謀殺案的發生，小女孩克莉絲塔開始產生異狀，她能看見死去的蘿拉萊鬼魂，並不時說著令人費解的預言。
然而，其實這一切都只是假象，升天號從「發射」的那一刻起就從來沒有離開過地球，研究團隊只是用了巨大幻影裝置讓裡頭的乘客誤以為他們正在宇宙航行，這麼做的目的是因為「升天號計畫」的創始人亞伯拉罕·恩世蔓相信透過形態共振理論，可以使得人類進化，進而擁有超能力；然而，研究團隊並沒有向美國政府說實話，他們宣稱此實驗項目僅是用於觀測人性。蘿拉萊的死亡其實是因為她發現了真相，研究團隊為了避免實驗失敗，派人潛入內部將之暗殺。而美國政府負責監管「升天號計畫」的主官凱瑟琳也在懷疑研究團隊向政府撒謊，因此派遣調查官薩曼莎前往調查。與此同時，升天號內部也因謀殺案展開權力鬥爭，下層甲板的乘客史托克斯被指控是謀殺案兇手，並意外被流放進「太空」－然而他只是在被氣床軟墊接住後，被實驗人員給關進獨居房。起初，史托克斯以為自己掉進副官艾倫等人設計的陷阱，卻在掙脫束縛後意外遇見調查官薩曼莎，並得知升天號是個漫天謊言；而薩沙曼也因得知了內部機密欲公之於眾，被實驗室人員追殺；兩人於是就此展開合作。
通過全天候的監測，實驗團隊發現小女孩克莉絲塔的種種異狀極有可能是進化的徵兆，實驗計畫的負責人哈里斯·恩世蔓更相信克莉絲塔將會爆發超能力，設計了各種危難情境欲激發她的能力，沒想到她卻因此失控，一度造成艙內氧氣流失而陷入缺氧危機。危機解決後，哈里斯決定直接派人強行將她接出，沒想到卻因而促使她爆發更強的超能力，副官艾倫最終被傳送到不知名的星球上。

## 演員列表
| 演員                               | 角色名稱                            | 角色介紹 |
| ---------------------------------- | ----------------------------------- | --- |
| 吉爾·貝羅斯                        | 哈里斯·恩世蔓 (Harris Enzmann)      | 「升天號計畫」的負責人，也是升天號內部事件的幕後操縱者，其父亞伯拉罕·恩世蔓是「升天號計畫」的創始人。                                    |
| 布萊恩·范·霍特                     | 威廉·丹寧爾 (William Denninger)     | 升天號的艦長，與妻子薇安德拉聯合設計欲取代其位置的羅斯委員。                                                                             |
| 翠西亞·海爾弗                      | 薇安德拉·丹寧爾 (Viondra Denninger) | 艦長的妻子，升天號的空服員主管。 |
| 布蘭登・P・貝爾                    | 艾倫·高特 (Aaron Gault)             | 艦長的副官，是從下層甲板升等至上層甲板的乘客，與艾蜜莉互有好感，但艾蜜莉卻被電腦配婚給安全官杜克。                                       |
| 艾莉·奧布萊恩 (Ellie O'Brien)      | 克莉絲塔·瓦利斯 (Christa Valis)     | 9歲小女孩，升天號的上層乘客之一，是唯一進化出超能力的乘客。                                                                              |
| 安德烈·蘿絲                        | 茱麗葉·布萊斯 (Dr. Juliet Bryce)    | 升天號的首席醫官。 |
| 布萊德·卡特                        | 約翰·史托克斯 (John Stokes)         | 升天號的下層乘客，負責管理牲畜。謀殺事件發生後被栽贓為兇手，於打鬥中被流放至「外太空」，之後發現整個「升天號計畫」原來是場騙局。         |
| 賈桂琳・拜爾斯                     | 諾拉·布萊斯 (Nora Bryce)            | 布萊斯醫生的女兒，喜歡史托克斯的兒子。                                                                                                   |
| 蒂凡尼·朗斯代爾 (Tiffany Lonsdale) | 艾蜜莉·范德豪斯 (Emily Vanderhaus)  | 升天號的首席天文學家，與副官艾倫兩情相悅，卻被電腦分配嫁給安全官杜克。婚後曾多次與艾倫偷情，最終被杜克發現。被謀殺的死者蘿拉萊是其姊姊。 |
| 溫蒂·克魯森                        | 凱瑟琳·華倫 (Katherine Warren)      | 美國聯邦政府官員，「升天號計畫」的主官。                                                                                                 |
| 蘿倫·李·史密斯                     | 薩曼莎·克魯格 (Samantha Krueger)    | 凱瑟琳·華倫派去調查「升天號計畫」的調查官。                                                                                              |
| 約翰·羅斯頓                        | 布萊斯醫生 (Dr. Robert Bryce)       | 茱麗葉·布萊斯的先生，同時也是哈里斯·恩世蔓安排在升天號內的臥底。                                                                         |
| 萊恩·羅賓斯                        | 杜克·范德豪斯 (Duke Vanderhaus)     | 升天號的安全官，知道妻子與艾倫·高特偷腥後，常與之起衝突。                                                                                |
| 艾爾・斯帕恩扎                     | 羅斯委員 (Councilman Rose)          | 升天號最高決策委員之一，一直想扳倒艦長，卻被艦長夫婦設計。                                                                               |
| 潔西卡·賽波斯                      | 杰姬·諾斯 (Jackie North)            | 升天號的空服員。原先被薇安德拉開除，卻在羅斯委員的支持下保住職位，並受羅斯委員指使刺探艦長，卻被艦長反將一軍，也失去羅斯委員當靠山。     |
| 阿曼達·湯姆森 (Amanda Thomson)     | 蘿拉萊·來特 (Lorelei Wright)        | 升天號上被謀殺的死者。生前出現異狀，一直控訴升天號是個謊言。                                                                             |